# ズル休み
「ズル休み」（ズルやすみ）は、1993年10月1日に発売された槇原敬之の9枚目のシングル。発売元はWEA MUSIC（後にワーナーミュージック・ジャパンに併合）。

## 解説
3か月連続リリースの第2弾はシングル第2作。ミリオンセラーアルバム『SELF PORTRAIT』先行シングル。

## 収録曲
作詞・作曲・編曲：槇原敬之
1. ズル休み
2. さみしいきもち
3. ズル休み （カラオケ）